# Dani Michaeli
Pour les articles homonymes, voir Michaeli.
Dani Michaeli, né en 1969, est un scénariste et producteur de télévision américain, né à Rochester, principalement connu pour son travail pour la série télévisée d'animation Bob l'éponge.

## Filmographie

### Scénariste
- 2004 : South Park (6 épisodes)
- 2006-2012 : Bob l'éponge (59 épisodes)
- 2008 : Super Bizz (2 épisodes)
- 2009 : All in the Bunker
- 2012 : The Aquabats! Super Show! (en) (1 épisode)

### Producteur
- 2001 : Satan's Top Forty
- 2001 : Flesh + Steel: The Making of 'RoboCop'
- 2001 : As You Wish: The Story of 'The Princess Bride'
- 2001 : Adam Sandler Goes to Hell
- 2002 : Know Your Foe
- 2002 : Death from Above: The Making of 'Starship Troopers'

### Acteur
- 1991 : Poison
- 1993 : The Actress
- 1996 : Fugitive Rage